# Victor Verschueren
Victor Abel Verschueren (1893. április 19. –?) belga jégkorongozó kapus, olimpiai bronzérmes bobozó.
Az 1924. évi téli olimpiai játékokon a jégkorongtornán vett részt a belga csapatban. Első mérkőzésükön súlyos vereséget szenvedtek az amerikaiaktól 19–0-ra. Következő mérkőzésen szintén súlyos vereséget szenvedtek el a britektől, 19–3-ra kaptak ki. Utolsó csoport mérkőzésükön a franciáktól kaptak ki egy szoros mérkőzésen 7–5-re.
Indult még bobban is. Ekkor még lehetett 5 fős is a bobcsapat és a belga csapat ennyi főből állt. Bronzérmesek lettek. A csapat további tagjai: Paul Van den Broeck, Charles Mulder, René Mortiaux és Henri Willems.